# Загородний Олександр Васильович
Олександр Васильович Загородний (Шаблон:Н, 1 лютого 1978, с. Черкасівка, Хмельницький район Хмельницька область) — український журналіст телеканалу 1+1.

## Біографія
Народився 1 лютого 1978 року на Хмельниччині. Закінчив факультет журналістики Київського національного університету імені Тараса Шевченка. Працював на телебаченні й на радіо. На четвертому курсі проходив практику на каналі «1+1», 1998 року почав там працювати як штатний кореспондент.
Перше відрядження до гарячої точки — 1998, Косово, також відвідував Афганістан та Ірак.
2014 року — почав працювати в зоні проведення АТО у Луганську. Був свідком захоплення бойовиками Слов'янська. Побував у багатьох гарячих точках на Сході України, зокрема в Донецькому аеропорту.
У вересні 2023 запропонував взяти на поруки Коломойського.

## Публікації
- Олександр Загородний: На фронті журналіст абсолютно самостійна одиниця [Архівовано 23 квітня 2018 у Wayback Machine.] // Україна молода, 13 грудня 2017
- Олександр Загородний. Оборона України. День сорок третій. 1+1. Архів оригіналу за 14 червня 2022. Процитовано 16 червня 2022.